# Lee Jones (calciatore 1973)
Lee Jones (Wrexham, 29 maggio 1973) è un ex calciatore gallese, di ruolo attaccante.

## Carriera

### Nazionale
Nel 1997 ha giocato 2 partite con la Nazionale gallese.

## Palmarès

### Club

#### Competizioni nazionali
- Coppa di Lega inglese: 1

Liverpool: 1994-1995
- FAW Premier Cup: 2

Wrexham: 2002-2003, 2003-2004